# Sergei Anatoljewitsch Morosow
Sergei Anatoljewitsch Morosow (russisch Сергей Анатольевич Морозов; * 29. September 1951 in Leningrad; † 28. April 2001 in Moskau) war ein sowjetischer Radrennfahrer und nationaler Meister im Radsport.

## Sportliche Laufbahn
Morosow hatte seine besondere Stärke in Etappenrennen. Er gewann die Jugoslawien-Rundfahrt (mit zwei Etappensiegen) und die Sotschi-Rundfahrt 1979. Zweiter wurde Morosow 1976 in der Sotschi-Rundfahrt, in der Tour de l’Avenir 1978 (hinter Sergei Suchorutschenkow) und 1979 sowie in der Kuba-Rundfahrt 1980 und Dritter in der Vuelta a Táchira 1975. 
1981 kam er in der Tour de l’Avenir auf den 4. Platz. Etappensiege holte er 1975 in der Vuelta a Táchira, im Grand Prix Guillaume Tell 1978, in der Kuba-Rundfahrt 1980 (zweifach), in der Internationalen Friedensfahrt 1980, in der Sotchi-Rundfahrt 1981 (zweifach) und 1982, in der Tour de l’Avenir 1982. 
Die Internationale Friedensfahrt bestritt er dreimal. 1976 wurde er 22., 1978 14. und 1980 4. Mehrfach trug er das Spitzenreitertrikot der Rundfahrt. Im Etappenrennen Ruban Granitier Breton 1976 und im Milk Race 1977 siegte er jeweils in der Bergwertung. Bei den UCI-Straßen-Weltmeisterschaften 1978 kam er als 31. ins Ziel.
1974 gewann er die nationale Meisterschaft im Querfeldeinrennen (heutige bezeichnung Cyclocross).